# Plectrelgraecum
× Plectrelgraecum, (abreviado Plgcm) en el comercio, es un híbrido intergenérico entre los géneros de orquídeas Angraecum × Plectrelminthus. Fue publicado en Orchid Rev. 93(1097) cppo: 12 (1985).